# 4425 Bilk
A 4425 Bilk (ideiglenes jelöléssel 1967 UQ) a Naprendszer kisbolygóövében található aszteroida. Luboš Kohoutek fedezte fel 1967. október 30-án.